# Jermaine (I)
Jermaine – pierwszy album solowy Jermaine'a Jacksona, wydany przez Motown w 1972 roku, kiedy piosenkarz działał w The Jackson 5.

## Lista utworów
1. That's How Love Goes 3:25 (D. Jones, W. Brown, J. Bristol)
2. I'm In A Different World 3:05 (B. Holland, L. Dozier, E. Holland)
3. Homeward Bound 2:57 (P. Simon)
4. Take Me In Your Amrs (Rock Me For A Little While) 3:05 (B. Holland, L. Dozier, E. Holland)
5. I Only Have Eyes For You 2:40 (A. Dubin, H. Warren)
6. I Let Love Pass Me By 3:04 (D. Jones, W. Brown, J. Bristol)
7. Live It Up 2:58 (Corporation, The)
8. If You Were My Woman 3:47 (C. McMurray, P. Sawyer, L. Ware)
9. Ain't That Peculiar 3:10 (W. Robinson, W. Moore, M. Tarplin, R. Rogers)
10. Daddy's Home 3:07 (J. Shephard, W. Miller)

## Single
- That's How Love Goes - sierpień 1972
- Daddy's Home - listopad 1972